# Jenő Heltai

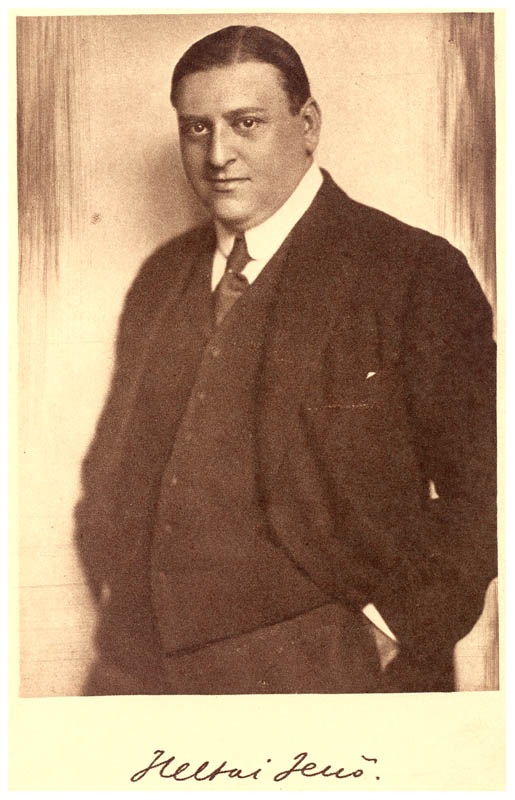
Jenő Heltai ca. 1910

Jenő Heltai (geboren 11. August 1871 in Pest, Österreich-Ungarn; gestorben 3. September 1957 in Budapest) war ein ungarischer Dichter, Schriftsteller und Journalist jüdischer Abstammung.

## Leben
Schon mit 14 publizierte er seine ersten Gedichte. Nachdem er sein Jurastudium abgebrochen hatte, schrieb er zunächst für Budapester Tageszeitungen, dann wurde er Heeresangehöriger. Er reiste viel und lebte in Paris, London, Wien, Berlin, Istanbul. Später wandte er sich der Schriftstellerei zu und wurde als Bühnenautor erfolgreich. Mit Der Jaguar schlug Jenő Heltai neue Wege im ungarischen Humor ein.
Er floh von der Judengesetzen ins Ausland; nach 1945 kehrte er nach Ungarn als gläubiger Christ zurück. Gegen Ende seines Lebens erfuhr er die ihm gebührende Ehre: Zuerst wurde er mit dem französischen Ehrenlegion, in seinem letzten Lebensjahr mit dem ungarischen Kossuth-Preis ausgezeichnet.

## Werke
Seine Prosa und Gedichte sind heiter, leicht und ironisch. Besonders beachtenswert sind seine Erzählungen über die Boheme des damaligen Budapest und die politischen Verhältnisse vor dem Ersten Weltkrieg. Später zog er sich von der Politik zurück und so konnte er in allen Systemen (bis auf die kurze Emigration) in Frieden leben.
Folgende Romane erschienen auch auf Deutsch:
- Die Hose des Herrn Marquis und andere Humoresken (1913)
- Theophrastus und das Mädchen (1948)
- Das Familienhotel (1914, J. Ladyschnikow Verlag)
- Der Jaguar (1929)
- Zimmer 111 (1920)
- Der Arzt und der Tod (1930)
- Haus der Träume (1975)
- Meine zweite Frau (1912)

Außerdem verfasste er ein Lustspiel als Gedicht: Der stumme Ritter. Dieses Stück wird auch heute noch oft in ungarischen Theatern gespielt. Er schrieb auch Liedertexte, zum Beispiel zum Musical Held János von Pongrác Kacsóh.

## Verfilmungen
- "Bernáték kikocsiznak" (1912)
- Zimmer 111 (1920)
- Masamód (1920)
- Naftalin (1927)
- Man steigt nach (1927)
- Bomben auf Monte Carlo (1931)
- Señora casada necesita marido ("Meine zweite Frau") (1935)
- The Lady Escapes (1937)
- Zimmer 111 (1938)
- Held János (1939)
- Jaguar (1967)
- Naftalin (1978)
- Zimmer 111 (1982)
- Der stumme Ritter (1983)